# Tore André Flo
Tore Andre Flo (ur. 15 czerwca 1973 w Stryn) – norweski piłkarz występujący na pozycji napastnika.

## Kariera
Profesjonalną karierę rozpoczął w Sogndal IL, by później grać w innych norweskich klubach – Tromsø IL oraz SK Brann. W sierpniu 1997 roku został kupiony przez Chelsea za 300 tysięcy funtów. W ekipie "The Blues" Norweg odnosił swoje największe sukcesy – Puchar Ligi Angielskiej w 1998, Puchar Anglii i Tarczę Wspólnoty w 2000. Flo zostawał też kilkakrotnie wybierany piłkarzem miesiąca w Premiership. Norweg zagrał dla Chelsea w 169 meczach, zdobywając 50 bramek. Podczas Mistrzostw Świata we Francji w 1998 piłkarz ten zdobył wyrównującego gola w meczu z Brazylią (wygranym przez Norwegię 2:1). Po sezonie 1999/00 Flo został sprzedany za 12 milionów funtów do Rangers, gdzie nie spełnił jednak do końca pokładanych w nim nadziei i w połowie sezonu 2002/03 sprzedany został do angielskiego Sunderlandu (za 6,75 miliona funtów), gdzie podczas 29 występów piłkarz zdobył 4 gole. Po degradacji klubu do The Championship Norweg przeszedł do włoskiej Sieny, gdzie w ciągu dwóch sezonów rozegrał 63 spotkania, w których 13-krotnie wpisał się na listę strzelców. Następnie Flo powrócił do Norwegii, gdzie grał w Vålerenga Fotball. W styczniu 2007 roku po raz kolejny postanowił spróbować sił na Wyspach Brytyjskich i podpisał kontrakt z Leeds United. W 2008 roku zakończył karierę, gdyż postanowił więcej czasu poświęcić rodzinie.